# Велике Болото
Вели́ке Болото —  село в Україні, у Новосанжарській селищній громаді Полтавського району Полтавської області. Населення становить 210 осіб. Орган місцевого самоврядування — Малоперещепинська сільська рада.

## Географія
Село Велике Болото знаходиться на краю великого однойменного болота, уздовж якого село витягнуто на 6 км, примикає до села Мала Перещепина.

## Історія
12 червня 2020 року, відповідно до розпорядження Кабінету Міністрів України № 721-р «Про визначення адміністративних центрів та затвердження територій територіальних громад Полтавської області», село увійшло до складу Новосанжарської селищної громади.
19 липня 2020 року, в результаті адміністративно - територіальної реформи та ліквідації Новосанжарського району, село увійшло до складу новоутвореного Полтавського району Полтавської області.

## Пам'ятки
Розташоване поблизу Малоперещепинського біологічного заказника державного значення.